# Theodor Ferdinand Ulrich
Theodor Ferdinand Ulrich (* 9. Oktober 1825 in Arnsberg; † 8. August 1896 in Clausthal) war ein deutscher Hüttenexperte sowie Politiker der Zentrumspartei.

## Leben
Sein Vater war der Jurist und Abgeordnete Caspar Ignaz Ulrich. Ein Bruder war der Landrat und Abgeordnete Rudolph Ulrich. Ulrich besuchte nach dem Abschluss des Gymnasiums die Universität und Gewerbeakademie in Berlin. Nach der Ableistung des Einjährig-Freiwilligen Militärdienstes bei der Gardeartillerie in Berlin war er zunächst vier Jahre als einfacher Arbeiter in Hüttenwerken tätig, um die praktische Arbeit seines Faches kennenzulernen. Danach war er als Ingenieur mehrere Jahre in verschiedenen privaten Hüttenwerken in Schlesien, Sachsen, Westfalen und anderswo beschäftigt. Eine Studienreise von drei Monaten führte ihn in die Industriegebiete von Belgien und England.
Später trat er in die staatliche Hütten- und Bergbauverwaltung ein. Nach Ablegung der nötigen Prüfungen war er zunächst als Bergrevierbeamter in Dortmund tätig. Später wurde er Dezernent für das Eisenhüttenwesen. Zunächst arbeitete er als Hilfsarbeiter im preußischen Handelsministerium, wechselte dann aber als Assessor zum Oberbergamt nach Breslau. Später war er Direktor des damals noch staatlichen Hüttenwerks Königshütte in Oberschlesien. Anschließend arbeitete er beim Oberbergamt als Oberbergrat in Clausthal.
Zeitweise war er auch Dozent für das Eisenhüttenwesen an der Bergakademie Berlin. Außerdem bereiste er mehrmals zu Studienreisen im Auftrag der Regierung Belgien, Frankreich und England. Des Weiteren war Ulrich über drei Jahre lang Redakteur der vom Handelsministerium herausgegebenen Zeitschrift für das Berg-, Hütten und Salinenwesen im preußischen Staat. Ab 1856 war er mit kurzen Unterbrechungen auch Redakteur des wissenschaftlichen Teils des Berg- und Hüttenkalenders. Außerdem trat er als Verfasser verschiedener wissenschaftlicher Zeitschriftenbeiträge hervor.
Von 1870 bis 1874 war Ulrich Mitglied des Preußischen Abgeordnetenhauses. Er gehörte der Zentrumspartei an und vertrat den Wahlkreis Düsseldorf 9 (Geldern-Kempen). Dem Reichstag gehörte er von 1871 bis 1877 für den Wahlkreis Cleve-Geldern an.